# Als de Vrouw van Huis Is...
Als de Vrouw van Huis Is... was een Nederlands realityserie op Net5. Het programma werd in 2007 uitgezonden. De presentator was Art Rooijakkers.
In dit televisieprogramma, gebaseerd op het Britse voorbeeld The Week the Women Went, ging een groep dames (zonder hun kinderen) tien dagen weg uit hun woonplaats Heusden. Ze lieten hierbij hun mannen en eventuele kinderen achter.
Aanvankelijk zouden vrouwen uit het Noord-Hollandse dorp Jisp hun huis en haard verlaten; het enthousiasme was daar naar het oordeel van de programmamakers echter niet groot genoeg.